# Helena Taberna Ayerra
Helena Taberna Ayerra   (Altsasu, segle XX) és una directora i guionista de cinema navarresa. En 2006 va ser cofundadora de la Associació de dones cineastes i de mitjans audiovisuals (CIM). Entre les pel·lícules que ha dirigit es troben: Yoyes (2000), La buena nueva (2009) o el documental Nagore en el qual narra la mort violenta d'una jove estudiant d'infermeria a les mans d'un resident en Psiquiatria als San Fermines de 2008.

## Trajectòria
Hel·lena Taverna inicia la seva carrera audiovisual com a coordinadora de noves tecnologies en el Govern de Navarra i a partir del 1994 es va dedicar exclusivament al cinema. En 2002 va crear la seva pròpia productora, Lamia Producciones.
En 2006, juntament amb altres directores de cinema, Helena Taberna va fundar CIMA, Associació de Dones Cineastes i de Mitjans Audiovisuals que compta amb 300 sòcies i ha aconseguit importants objectius. La cineasta forma part de la Junta directiva de CIMA.
El seu primer llargmetratge, Yoyes, narra la vida de Yoyes, la primera dona que va ocupar càrrecs de responsabilitat dins d'ETA. Es va estrenar al març de 2000 aconseguint una important recaptació en taquilla. Columbia Pictures es va encarregar de la distribució a Espanya amb 100 copies i Intrafilms, d'Itàlia, de les vendes internacionals. Va ser la pel·lícula espanyola de l'any 2000 més premiada internacionalment juntament amb El Bola i una de les més taquilleres de l'any.
En 2003 va dirigir la pel·lícula documental Extranjeras, en les quals narra l'experiència de diverses dones immigrants que viuen en Madrid. Va ser seleccionada a concurs en la Seminci de Valladolid en 2003 i va rebre diversos premis.
En 2008 va estrenar La buena nueva, pel·lícula que recull amb fidelitat històrica el suport de l'Església Catòlica a l'aixecament contra la República en la Guerra Civil, a través de la mirada d'un rector destinat a un poble de la rereguarda. Inspirada lliurement en la història real del sacerdot Marino Ayerra, oncle d'Helena; el film es va distribuir en 80 sales i va rebre 15 guardons en festivals internacionals.
En 2010 va estrenar el llargmetratge documental Nagore, que narra la mort violenta d'una jove estudiant d'infermeria a les mans d'un resident en Psiquiatria als Sanfermines de 2008. La pel·lícula es va presentar en la Seminci de Valladolid 2010.
En 2016 Taberna va dirigir una adaptació lliure d' El contenido del silencio, de Lucía Etxebarria inspirada en la desaparició real d'una jove a les Illes Canàries.

## Cinema i educació
Helena Taberna va iniciar en 2003, a través de Lamia Produccions, la línia editorial dels materials didàctics per a acostar l'anàlisi del cinema i gènere a espais educatius, culturals i socials. Fins al 2010 estan disponibles els materials didàctics d' Extranjeras, La buena nueva i Nagore.

## Filmografia
| Any  | Pel·lícula                                 |
| ---- | ------------------------------------------ |
| 2025 | Nosotros                                   |
| 2019 | Varados                                    |
| 2016 | Acantilado                                 |
| 2010 | Nagore                                     |
| 2008 | La buena nueva                             |
| 2003 | Extranjeras                                |
| 2000 | Yoyes                                      |
| 1996 | Nerabe (curtmetratge)                      |
| 1994 | Alsasua 1936 (migmetratge)                 |
| 1994 | Recuerdos del 36 (curtmetratge documental) |
| 1993 | Emiliana (curtmetratge)                    |
| 1992 | 87 cartas de amor (curtmetratge)           |
| 1990 | Busto de un poeta (curtmetratge)           |
| 1990 | La mujer de Lot (curtmetratge)             |

## Premis
Seminci de Valladolid
| Any  | Categoria               | Pel·lícula     | Resultat   |
| ---- | ----------------------- | -------------- | ---------- |
| 2010 | Premi: Temps d'Història | Nagore         | Candidata  |
| 2008 | Secció Oficial          | La buena nueva | Candidata  |
| 2008 | Premi: Millor Actor     | La buena nueva | Guanyadora |
| 2003 | Premi: Temps d'Història | Extranjeras    | Candidata  |

Festival Ibero-Americano de Cinema e Vídeo – Cinesul, Brasil
| Any  | Categoria                                               | Pel·lícula     | Resultat   |
| ---- | ------------------------------------------------------- | -------------- | ---------- |
| 2010 | Premi Salvador Allende del Jurat a la Millor pel·lícula | La buena nueva | Guanyadora |

XXVI Festival Internacional de Cinema Art Mare de Bastia
| Any  | Categoria                                        | Pel·lícula     | Resultat   |
| ---- | ------------------------------------------------ | -------------- | ---------- |
| 2009 | Premi del Jurat de la Joventut Millor pel·lícula | La buena nueva | Guanyadora |
| 2009 | Premi del Públic Millor pel·lícula               | La buena nueva | Guanyadora |

IV Festival Internacional de Cinema i Drets Humans de Valparaíso, Xile
| Any  | Categoria        | Pel·lícula     | Resultat   |
| ---- | ---------------- | -------------- | ---------- |
| 2010 | Premi del públic | La buena nueva | Guanyadora |

Festibercine, Costa Rica
| Any  | Categoria                | Pel·lícula  | Resultat |
| ---- | ------------------------ | ----------- | -------- |
| 2003 | Esment d'Honor del jurat | Extranjeras |          |

Institut canari de la dona (Gran Canària)
| Any  | Categoria                    | Pel·lícula  | Resultat   |
| ---- | ---------------------------- | ----------- | ---------- |
| 2003 | Millor treball de divulgació | Extranjeras | Guanyadora |

III Trobada hispanoamericà de documental independent (Mèxic DF)
| Any  | Categoria    | Pel·lícula  | Resultat   |
| ---- | ------------ | ----------- | ---------- |
| 2004 | Primer Premi | Extranjeras | Guanyadora |

Festival internacional de cinema de Mazatlán (Mèxic)
| Any  | Categoria                                   | Pel·lícula | Resultat   |
| ---- | ------------------------------------------- | ---------- | ---------- |
| 2000 | Gran Premi del jurat a la millor pel·lícula | Yoyes      | Guanyadora |

XII Festival de Viña del Mar (Xile)
| Any  | Categoria                               | Pel·lícula | Resultat   |
| ---- | --------------------------------------- | ---------- | ---------- |
| 2000 | Premi del jurat a la millor direcció    | Yoyes      | Guanyadora |
| 2000 | Premi del públic a la millor pel·lícula | Yoyes      | Guanyadora |
| 2000 | Premi OCIC als drets humans             | Yoyes      | Guanyadora |

XXIX Festival del Gramado (Brasil)
| Any  | Categoria                                            | Pel·lícula | Resultat   |
| ---- | ---------------------------------------------------- | ---------- | ---------- |
| 2000 | Premi a la millor pel·lícula llatina (jurat popular) | Yoyes      | Guanyadora |
| 2000 | Kikito d'or                                          | Yoyes      | Nominada   |

XLI Festival Internacional Cartagena de Indias (Colòmbia)
| Any  | Categoria           | Pel·lícula | Resultat   |
| ---- | ------------------- | ---------- | ---------- |
| 2000 | Millor òpera preval | Yoyes      | Guanyadora |
| 2000 | Millor pel·lícula   | Yoyes      | Nominada   |

Festival de cinema de Santo Domingo (República Dominicana)
| Any  | Categoria                               | Pel·lícula | Resultat   |
| ---- | --------------------------------------- | ---------- | ---------- |
| 2000 | Premi del públic a la millor pel·lícula | Yoyes      | Guanyadora |

XVII Setmana del cinema basc
| Any  | Categoria                                              | Pel·lícula | Resultat   |
| ---- | ------------------------------------------------------ | ---------- | ---------- |
| 2001 | Premi del públic a la millor pel·lícula basca del 2000 | Yoyes      | Guanyadora |

Festival Internacional de Cinema de Karlovy Vary
| Any  | Categoria         | Pel·lícula | Resultat |
| ---- | ----------------- | ---------- | -------- |
| 2000 | Globo de Cristall | Yoyes      | Nominada |

VI Festival de Cinespaña de Tolosa de Llenguadoc
| Any  | Categoria                               | Pel·lícula | Resultat   |
| ---- | --------------------------------------- | ---------- | ---------- |
| 2001 | Premi del públic a la millor pel·lícula | Yoyes      | Guanyadora |
| 2001 | Esment especial del jurat d'estudiants  | Yoyes      |            |

XII Festival internacional de San Juan Cinemafest
| Any  | Categoria                                            | Pel·lícula | Resultat   |
| ---- | ---------------------------------------------------- | ---------- | ---------- |
| 2001 | Premi del públic                                     | Yoyes      | Guanyadora |
| 2001 | Premi del Cercle de Crítics de Cinema de Puerto Rico | Yoyes      | Guanyadora |

XIII Mostra internacional de Cinema i Dona (Pamplona)
| Any  | Categoria                    | Pel·lícula | Resultat   |
| ---- | ---------------------------- | ---------- | ---------- |
| 2001 | Premi a la millor pel·lícula | Yoyes      | Guanyadora |

A més, totes dues pel·lícules han estat projectades en més d'una desena de festivals, jornades, cicles i esdeveniments.
|}
XXII Jornada internacional de Cinema de Bahía
| Any | Categoria   | Curtmetratge | Resultat   |
| --- | ----------- | ------------ | ---------- |
|     | Millor Guió | Alsasua 1936 | Guanyadora |

Festival internacional de cinema independent d'Elx
| Any | Categoria                  | Curtmetratge | Resultat    |
| --- | -------------------------- | ------------ | ----------- |
|     | Millor pel·lícula en 35 mm | Alsasua 1936 | Segon Premi |
|     | Millor pel·lícula en vídeo | Nerabe       | Segon Premi |

Festival de vídeo de Navarra
| Any | Categoria                     | Curtmetratge         | Resultat   |
| --- | ----------------------------- | -------------------- | ---------- |
|     | Millor realitzador de Navarra | Emiliana de Zubeldia | Guanyadora |

Premis Emakunde
| Any | Categoria         | Curtmetratge         | Resultat   |
| --- | ----------------- | -------------------- | ---------- |
|     | Menció honorífica | Emiliana de Zubeldia |            |
|     | Millor vídeo      | La mujer de Lot      | Guanyadora |